# Douglas DC-2
Douglas DC-2 (рус. «Дуглас» DC-2) — 14-местный двухдвигательный пассажирский самолёт, производившийся американской компанией Douglas Aircraft Company с 1934 года. В 1935 году Дуглас построил больший вариант этого самолёта, Douglas DC-3, который стал одним из самых успешных самолётов в истории.

## Разработка
Прототип самолёта, Douglas DC-1, имел очень прочное крыло, убираемые шасси и два 690-сильных радиальных двигателя с винтами изменяемого шага. Он мог перевозить двенадцать пассажиров. В процессе лётных испытаний DC-1 выяснилось, что самолёт имеет большой запас прочности и мощности. В связи с этим заказчик, авиакомпания TWA, изменила техническое задание и договорилась с фирмой Douglas о создании увеличенной версии на 14 пассажиров. Фюзеляж удлинили на 0,61 м, что позволило установить два дополнительных кресла.
Конструкторы фирмы Douglas внедрили ещё ряд других модификаций, позволивших увеличь дальность полёта и улучшить аэродинамические характеристики самолёта. Была предусмотрена возможность установки различных типов двигателей.
TWA приняло базовый дизайн самолёта и заказало двадцать экземпляров с более мощными двигателями и увеличенной до четырнадцати пассажиров вместимостью, под маркой DC-2. Было принято решение прототип нового самолёта не строить, а сразу запустить серийное производство на предприятии Кловер-Филдс, Санта Моника.
Первый экземпляр DC-2 совершил первый полёт 11 мая 1934 года, а 28 июня самолёт получил сертификат на право перевозки пассажиров. Вскоре DC-2 стал основным магистральным авиалайнером США. Итоговый дизайн понравился нескольким европейским и американским авиакомпаниям, и заказы не заставили себя ждать. Всего через год после первого полёта DC-2 эксплуатировали уже почти два десятка авиакомпаний.
По техническим характеристикам DC-2 был лучшим пассажирским самолётом середины 1930-х годов. Долговечность конструкции обеспечивалась высокой усталостной прочностью крыла. Самолёт обладал отличными взлётно-посадочными характеристиками и высокой крейсерской скоростью. DC-2 мог продолжать полёт и при отказе одного из двигателей.
Всего было построено сто пятьдесят шесть экземпляров DC-2. Дональд Дуглас в 1935 году заявил в статье журнала Popular Mechanics, что каждый из самолётов мог бы стоить 80.000 долларов США в случае массовой сборки.
Хотя самолёт и оказался в тени своего преемника, DC-3, он первым показал, что пассажирские воздушные перевозки могут быть комфортабельными и безопасными. Авиакомпания KLM поставила свой первый DC-2 под управлением Парменьте и Молла, с бортовым номером PH-AJU Uiver, на участие в авиагонке на приз МакРобертсона, на маршруте Лондон-Мельбурн. Из двадцати участников самолёт, несмотря на то, что пилоты заблудились у Олбери, финишировал вторым с разультатом в 90 часов и 13 минут, уступив первое место только De Havilland DH.88 Comet Grosvenor House, который был построен специально для этой гонки. DC-2 пролетел обычный 9000 километровый маршрут KLM, который был длиннее гоночного на тысячу километров, садясь на каждой запланированной остановке, и перевозил почту и пассажиров.

## Конструкция
Самолёт DC-2 14-местный двухмоторный цельнометаллический лёгкий транспортный авиалайнер классической схемы с убирающимся шасси.
Фюзеляж - типа полумонокок прямоугольно-овального сечения. Внутреннее пространство самолёта состояло из нескольких отсеков. В носовой части находился отсек для приборов и оборудования, приборная панель подвешивалась на шарнирном креплении, открывая доступ к приборам и гидросистеме. Затем трёхместная закрытая кабина экипажа. За кабиной экипажа, перед пассажирским салоном, по правому борту располагался багажный отсек, проход вдоль левого борта. В просторном комфортабельном пассажирском салоне было установлено по семь кресел в каждом ряду с проходом посередине салона. Кресла были регулируемыми и имели возможность разворачиваться назад. Каждое кресло располагалось у иллюминатора и было снабжено индивидуальным освещением. Над креслами сетчатые полки для ручной клади. За счёт подбора звукопоглощающих материалов, для разных звуковых, частот уровень шума в салоне составлял всего 70 децибел. За пассажирским салоном туалетная кабина с умывальником и грузовой отсек. Доступ в салон через входную дверь на левом борту. Аварийный выход на правом борту. В потолке пилотской кабины второй аварийный выход.
Пол пассажирского салона был съёмный, что облегчало осмотр и обслуживание тросовых проводок системы управления. В задней части салона находился люк, открывающий доступ к оборудованию в хвостовой части фюзеляжа.
Крыло - свободнонесущее низкорасположенное, трапециевидное в плане. Крыло состоит из центроплана и двух отъёмных консолей, установленных под углом к линии горизонта. Центроплан жёстко интегрирован в конструкцию фюзеляжа. На центроплане установлены аэродинамические мотогондолы. Силовой каркас крыла состоит из нервюр, трёх основных и одного вспомогательного лонжеронов. К вспомогательному лонжерону крепятся элероны и закрылки. Дюралевая обшивка гладкая работающая крепится к каркасу при помощи потайной клёпки. Механизация крыла - элероны и щелевые закрылки. Каркас элеронов металлический, обшивка полотняная. Элероны были снабжены триммерами.
Хвостовое оперение - однокилевое классической схемы. Конструктивно киль жёстко интегрирован в каркас фюзеляжа. Стабилизаторы свободнонесущие с рулями высоты. Руль направления и рули высоты имеют металлический каркас и полотняную обшивку. Рули снабжены триммерами.
Шасси - трёхопорное с поворотным хвостовым колесом. Шасси в полёте убираются в гондолы двигателей. На каждой стойке установлено по одному колесу с шинами низкого давления. Колёса основных опор шасси в убранном положении выступали из ниш в гондолах двигателей, обеспечивая безопасность при вынужденной посадке с невыпущенным шасси. Стойки шасси и хвостовое колесо с гидроамортизатором. Колёса были снабжены барабанными тормозами.
Силовая установка - два поршневых 9-цилиндровых звездообразных двигателя воздушного охлаждения Wright Cyclone SGR-1820-F52, мощностью 760 л.с. Двигатели устанавливались в аэродинамических гондолах на центроплане и закрывались трёхсекционными капотами. Двигатели крепились к противопожарной перегородке через антивибрационные резиновые втулки. Воздушный винт трёхлопастный изменяемого шага диаметром 3,34 м. Топливные баки находились в крыле, запас топлива 1927 литров, масла 72 литра.
Самолётные системы и оборудование:
- Управление элеронами и рулями тросовое от рулевых колонок и педалей. Управление двигателями осуществляется при помощи тяг, проложенных через центроплан в мотогондолы. Система уборки и выпуска шасси гидравлическая[3].
- Противообледенительная система. На передних кромках крыла и стабилизатора установлена пневматическая противообледенительная система. Воздушные винты, карбюраторы и окна в пилотской кабине обогревались при помощи жидкостной противообледенительной системы[3].
- Система обогрева, вентиляции и кондиционирования. Температура в салоне в любое время года и на любой высоте поддерживалась с помощью термостатической системы обогрева от двигателей. Воздух подогревался расположенным под полом салона радиатором. Система вентиляции обеспечивала непрерывное поступление свежего воздуха в кабину экипажа, пассажирский салон и туалет через вентиль в носовой части самолёта[3].
- Самолёт имел современное приборное и радионавигационное оборудование - радиостанция, автопилот, высотомер, указатель скорости, авиагоризонт, магнитный компас. Приборная панель была установлена на гибких антивибрационных резиновых втулках[3].

## Эксплуатация в авиакомпаниях мира

### США
TWA имела в своём составе 41 DC-2 и была крупнейшим эксплуатантом этих самолётов. Наиболее популярными были рейсы от Атлантики до Тихого океана. Возможность добраться от одного побережья США до другого всего за одну ночь привлекло в TWA много пассажиров. Дополнительных клиентов авиакомпания приобрела за счёт улучшения сервиса на борту. Авиакомпания стала первой демонстрировать в полёте кинофильмы. C 1937 года авиакомпания стала заменять DC-2 на более производительные DC-3.
American Airlines в конце 1934 года приобрела 18 самолётов DC-2. Сначала самолёты эксплуатировались на трассе Нью-Йорк - Чикаго, затем появились и другие маршруты. DC-2 этой компании отличались входной дверью, которая в отличие от других самолётов этого типа, располагалась по правому борту. Это была прихоть руководства компании.
Braniff Airways в 1937 году приобрела 7 самолётов у TWA. В основном эксплуатировались на линии Чикаго - Даллас. После вступления США во Вторую Мировую войну самолёты авиакомпании были задействованы для перевозки военных грузов. Основной задачей DC-2 было снабжение зоны Панамского канала.
Delta Air Lines в 1940 году компания приобрела 5 самолётов "секонд-хэнд". Самолёты эксплуатировались на трассе Форт-Уэрт - Атланта - Чарльстон. Пассажиров впервые в истории авиакомпании начали обслуживать стюардессы. Для этого на работу были приняты девять дипломированных медсестёр. В 1941 году DC-2 были заменены на DC-3.
Eastern Air Lines в конце 1934 года авиакомпания купила 12 самолётов DC-2. Это позволило открыть пятнадцать ежедневных рейсов из Нью-Йорка в Вашингтон. Полёты также осуществлялись из крупных центров Северо-Востока США на курорты Флориды.
Авиакомпании Pan American и её дочерняя компания Panagra владели 22 экземплярами DC-2.

### Австралия
Australian National Airways авиакомпания имела в своем составе три самолета DC-2, обслуживающих линию Перт - Аделаида. В начале Второй Мировой войны, самолеты были реквизированы Королевскими военно-воздушными силами Австралии (RAAF). В 1940 году их вернули обратно, так как австралийские ВВС получили десять DC-2, принадлежащих ранее Eastern Air Lines.

### Германия
Deutsche Lufthansa в марте 1936 года купила один DC-2 у компании Fokker. Немцы не собирались эксплуатировать купленный самолет, целью было изучение новейших американских технологий. На линиях с 1939 года эксплуатировалось несколько экземпляров DC-2 реквизированных в результате оккупации Чехословакии и Голландии.

### Испания
Lape национальная испанская авиакомпания приобрела первый DC-2 в мае 1935 года, в 1936 году флот авиакомпании пополнился еще тремя самолетами. Три раза в неделю авиалайнеры выполняли рейс Мадрид - Бордо - Париж и один раз в неделю рейс Мадрид - Касабланка - Лас Пальмас - Тенерифе. Во время Гражданской войны республиканцы использовали авиалайнеры Lape для бомбардировочных рейдов. Бомбы размещались в пассажирском салоне, их сбрасывали вручную.

### Китай
CNAC в китайской авиакомпании эксплуатировалось семь самолетов DC-2. все эти самолеты ранее принадлежали авиакомпании Pan American. Обслуживание этих самолетов осуществлялось американскими специалистами. Сначала самолеты базировались в Шанхае, а после японской интервенции находились в Гонконге. 

### Мексика
Mexicana авиакомпания эксплуатировала десять самолетов DC-2, которые были получены с 1940 по 1944 гг. от авиакомпании Pan American. Авиалайнеры использовались как на внутренних, так и на международных линиях из Мехико в Гавану и в Лос-Анджелес.

### Нидерланды
KLM по инициативе президента голландской авиационной компании была организована сборка самолетов DC-2 на заводе фирмы Fokker. KLM заказала большую часть этих авиалайнеров. Всего в авиакомпании эксплуатировались 17 самолетов DC-2. Эти самолеты использовались на трансконтинентальных рейсах из Европы на Дальний Восток. Трансконтинентальные рейсы продолжались пять суток. В воздухе самолет находился по десять часов в сутки, остальное время пассажиры осматривали местные достопримечательности, а ночь проводили в комфортабельных гостиницах с утренним завтраком. Авиакомпания старалась обеспечить максимальный комфорт во время перелета. Самолёты, используемые на этих трассах, имели всего пять пассажирских кресел. Кресла раскладывались, превращая их в спальные места. Пассажиров в пути хорошо кормили. В разное время на этой линии работали двенадцать самолетов. Последний рейс DC-2 на этой трассе состоялся в июне 1937 года. Голландские DC-2 широко использовались на европейских линиях от Скандинавии до Италии. С 1936 года на смену DC-2 начали поступать DC-3. Некоторые экземпляры эксплуатировались до мая 1940 года, когда они стали трофеями фашистской Германии.

### Польша
Polskie Linje Lotnicze LOT два самолета DC-2 были специально изготовлены для этой авиакомпании с двигателями Bristol Pegasus VI, которые выпускались на польском филиале концерна Шкода. Еще один самолет был приобретён у Deutsche Lufthansa. С началом Второй Мировой войны один самолет DC-2 перелетел в Румынию, где был интернирован.

### Румыния
Lares в октябре 1941 года интернированный польский самолет был передан румынской национальной авиакомпании Lares.

### СССР
Аэрофлот советская компания "Амторг" приобрела для авиакомпании Аэрофлот один DC-2. В 1937 году этот самолет эксплуатировался на линии Москва - Прага. 6 августа самолет потерпел аварию в Румынии, обошлось без человеческих жертв. Лицензию на самолет СССР не приобретал.

### Чехословакия
CLS авиакомпания принадлежала концерну Шкода. Всего в авиакомпании эксплуатировалось пять самолетов DC-2. Эксплуатация началась в апреле 1936 года. В августе 1937 года была открыта ночная пассажирская линия Прага - Будапешт. В апреле 1939 года после оккупации Чехословакии самолеты были реквизированы и переданы Deutsche Lufthansa.

### Швейцария
Swissair пять самолетов DC-2, собранных на фирме Fokker, швейцарская авиакомпания приобрела в 1934 - 1935 годах. Еще один самолет был куплен специально для австрийского канцлера. Авиакомпания Swissair эксплуатировала DC-2 до 1952 года. Последние экземпляры были проданы южно-африканской авиакомпании Phoenix Airlines.

### Япония
Nippon Koku Yosu японская авиакомпания с 1936 года эксплуатировала самолеты DC-2, собранные по лицензии на фирме Nakajima. Самолеты летали на линиях, связывающих Японию и Маньчжурию, а также Японию и Тайвань. Самолеты участвовали в боевых действиях. Один самолет был захвачен англичанами, которые использовали его для транспортных операций в Индии.

## Варианты

### Гражданские
- DC-2 — стандартный самолёт с двигателями Wright SGR-1820-F52 Cyclone, построен в количестве 156 экземпляров.
- DC-2A — вариант с двумя Pratt & Whitney R-1690 Hornet, построен в двух экземплярах.
- DC-2B — вариант с двумя Bristol Pegasus IV, мощностью 750 л. с., построен в двух экземплярах. Оба проданы LOT Polish Airlines.[7]
- Nakajima-Douglas DC-2 Transport — вариант, который строился по лицензии в Японии. Построено шесть экземпляров[8]. На его основе позже был спроектирован Nakajima Ki-34[9].
- Airspeed AS.23 — вариант, который предполагался для постройки компанией Airspeed Ltd.

### Военные

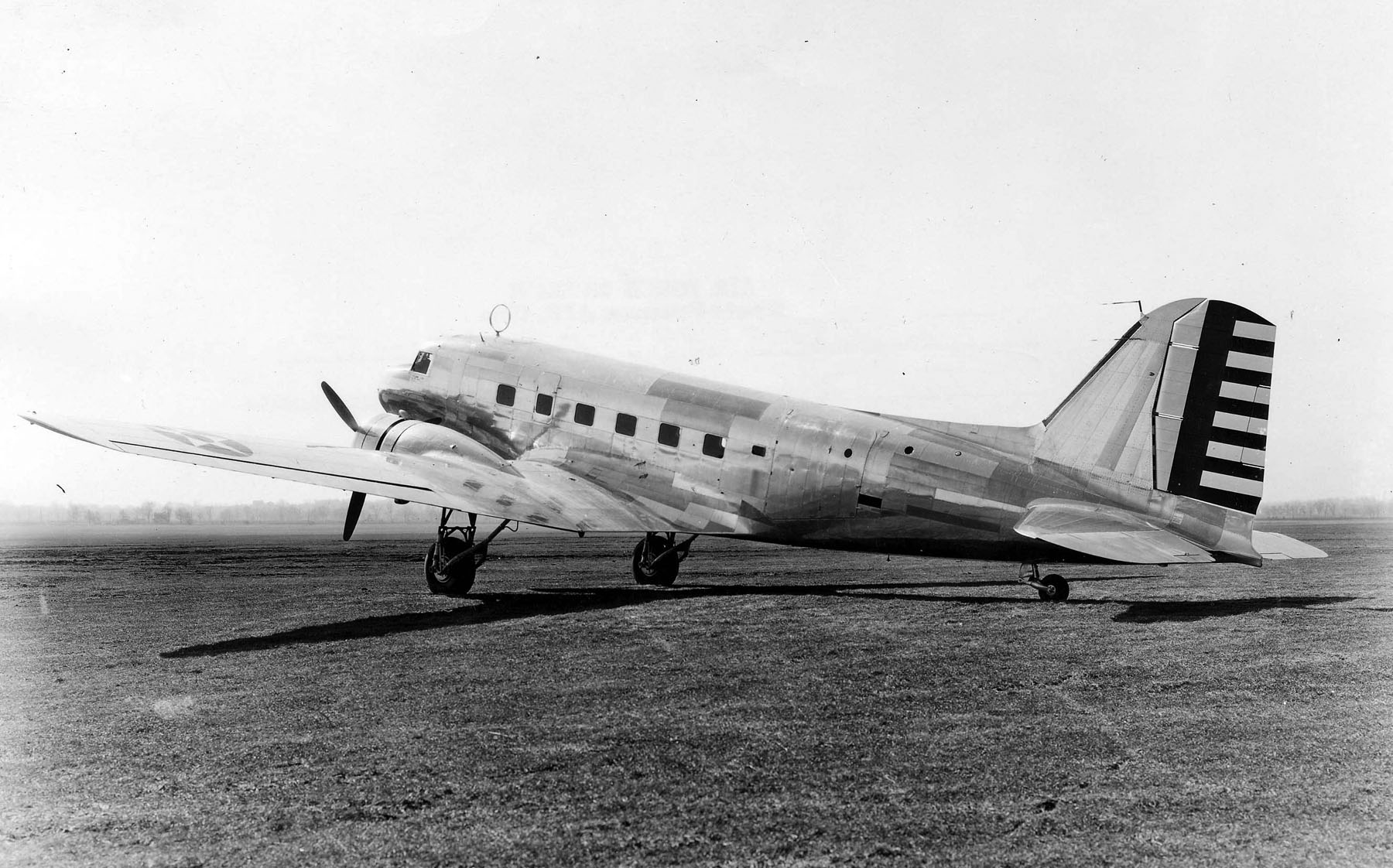
C-39 (S/N 38-499) на земле, виден хвост от DC-3

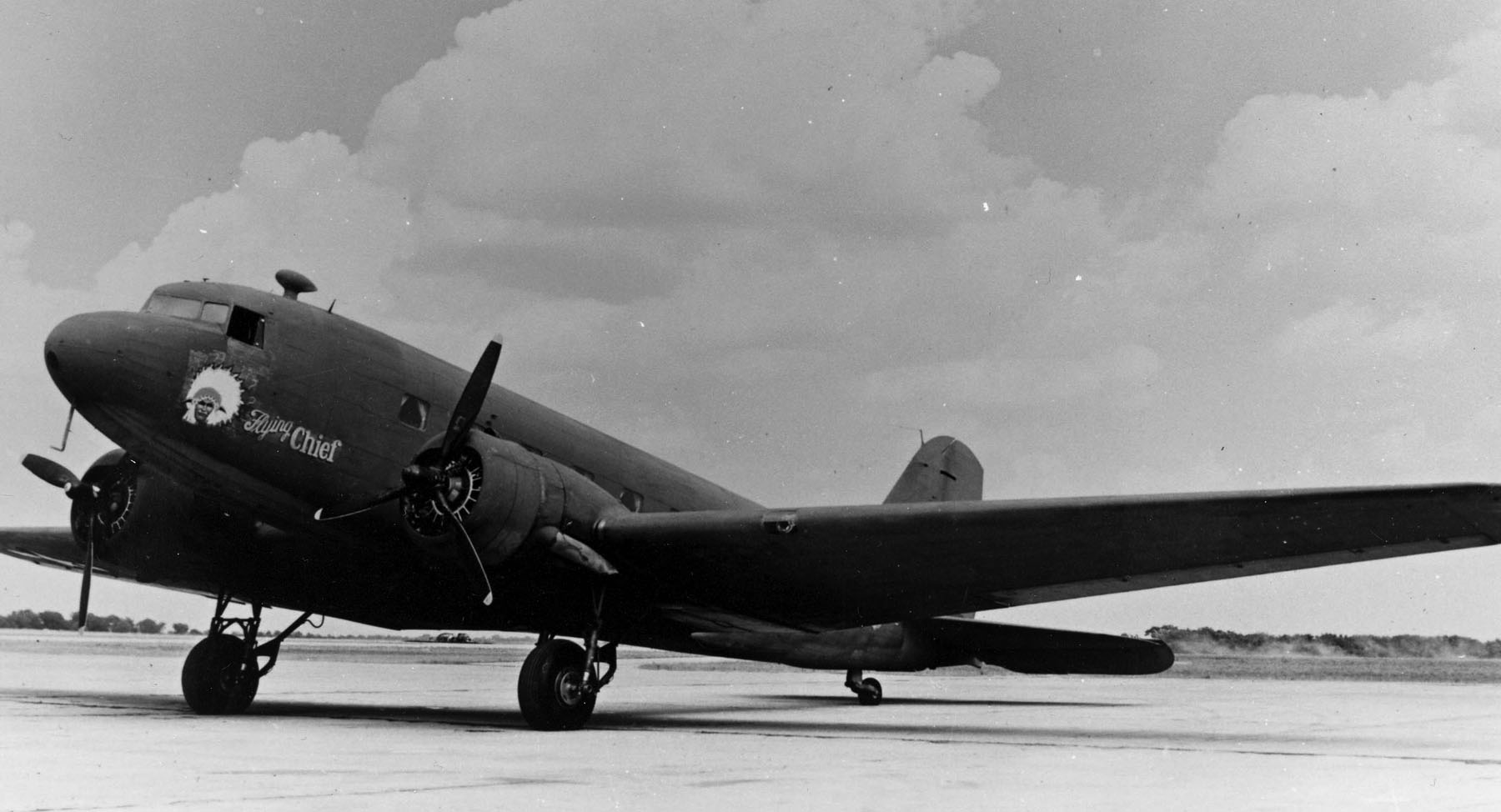
C-42 (SN 38-503) Flying Chief, VIP-транспорт

XC-32 — 16-местный транспортный самолёт, построен один экземпляр. Позже переделан в летающий командный пост и маркирован C-32.
C-32A — маркировка 24 коммерческих DC-2, произведённых по заказу ВВС США в начале Второй мировой.
C-33 — грузовой самолёт, с усиленным полом кабины, удлинённым хвостовым оперением и 750-сильными двигателями R-1820-25. Построено 18 экземпляров, один из них доработан и получил маркировку C-38.
YC-34 — VIP-транспорт, в основном схож с XC-32. Единственное значимое различие — внутренняя планировка кабины. Позже переназван C-34. Построено два экземпляра, которые резервировались для использования старшим персоналом Воздушного корпуса Армии США, и прежде всего военным министром США.
C-38 — первый из C-33 был модифицирован установкой хвоста от DC-3. Кроме переделки хвоста были установлены два 930-сильных двигателя Wright R-1820-45, которые также были оснащены пропеллерами большего радиуса; и из-за увеличенных пропеллеров были поставлены более длинные шасси, чтобы обеспечить достаточный дорожный просвет для них при рулении. Послужил прототипом для C-39.
C-39 — продолжение разработки C-38, с установленными 975-сильными двигателями Wright R-1820-55. Самолёт состоит из передней части и центрального фюзеляжа DC-2, соединённых с хвостовой частью от DC-3. Крыло состоит из центральной секции от DC-3 и внешних крыльев от DC-2. Посадочное шасси было основано на конструкции от бомбардировщика B-18. Поскольку самолёт по сути является гибридом, он неофициально назывался DC-2½. Построено 35 экземпляров.
C-41 — вариант C-39 с 1200-сильными двигателями Pratt & Whitney R-1830-21 и отделкой кабины, построен для Генри Арнолда, генерала ВВС США. Мощные двигатели обеспечили самолёту крейсерскую скорость в 204 миль/ч. Был также самолёт с маркировкой C-41A, который был переделан из DC-3A.
C-42 — VIP-транспорт, с двумя 1200-сильными двигателями Wright R-1820-53, построен в одном экземпляре в 1939 году для командующего генерала GHQ Air Force. Также в 1943 году два C-39 были переоборудованы и получили маркировку C-42.
R2D — транспортный самолёт для ВМС США, построен в одном экземпляре.
R2D-1 — транспортный самолёт для ВМС США, построен в четырёх экземплярах.

## Спецификации
Основные характеристики
| Команда            | 2-3                                                                                               |
| Вместимость        | 14 пассажиров                                                                                     |
| Длина              | 61 фут 11,75 дюймов (18,89 метров)                                                                |
| Размах крыла       | 85 фута (25,90 метров)                                                                            |
| Высота             | 16 футов 3,75 дюйма (4,97)                                                                        |
| Площадь крыла      | 87,3 м²                                                                                           |
| Вес пустого        | 5 650 кг                                                                                          |
| Макс. взлётный вес | 8 420 кг                                                                                          |
| Двигатели          | Два Wright SGR-1820-F52 Cyclone 9-цилиндровых радиальных двигателя, каждый по 874 л. с. (652 кВт) |

Лётные характеристики
| Максимальная скорость | 210 миль/ч (183 узлов, 338 км/ч)                          |
| Крейсерская скорость  | 190 миль/ч (165 узлов, 306 км/ч) на 8 000 футах (2 440 м) |
| Запас хода            | 1,085 миль (940 морских миль, 1 740 км)                   |
| Потолок               | 22,500 футов (6,858 метров)                               |

## Эксплуатация и боевое применение
- Финляндия — после начала финской войны 1939—1940 в интересах военно-воздушных сил Финляндии использовались два самолёта DC-2 авиакомпании «AERO OY»[21], ещё один DC-2 был получен из Швеции, был передан в состав авиагруппы LLv-44 военно-воздушных сил Финляндии и использовался в качестве ночного бомбардировщика[22]
- Япония — числились в составе гражданской авиации[23]

## Авиакатастрофы DC-2
- 20 декабря 1934 года PH-AJU Uiver, выполнявший рейс Схипхол — Батавия, разбился у Эр-Рутбы в Ираке. Весь экипаж погиб[24].
- 6 мая 1935 года самолет TWA NC-13785 потерпел катастрофу в штате Миссури, погибли 5 человек.
- 20 июля 1935 года самолет авиакомпании KLM PH-AKG, выполнявший рейс Милан – Амстердам попал в грозу над Швейцарией. Погибли 13 человек.
- 14 января 1936 года самолет American Airlines NC-14274 потерпел катастрофу в штате Арканзас. Погибло 17 человек.
- 7 апреля 1936 года самолёт TWA NC-13721, исполнявший рейс Ньюарк – Камден – Питтсбург, разбился близ Уортон-Тауншип. В результате катастрофы погибло 12 из 14 человек.
- 9 декабря 1936 года самолёт KLM PH-AKL, исполнявший рейс из Лондона в Амстердам, разбился при взлёте из аэропорта Кройдон. Летевшие этим рейсом адмирал Арвид Линдман и Хуан де ла Сиерва, изобретатель автожира, погибли.
- 19 декабря 1936 года самолет авиакомпании Eastern Air Lines NC-13732 в сложных метеоусловиях, при посадке в аэропорту Ньюарк врезался в деревья. Погибло 14 человек.
- 25 марта 1937 года самолет TWA NC-13730 из-за тумана врезался в гору в штате Пенсильвания. Погибли 13 человек.
- 28 июля 1937 года самолет авиакомпании KLM PH-ALF загорелся в небе над Брюсселем. Погибли 15 человек[3].
- 10 августа 1937 года самолет авиакомпании Eastern Air Lines NC-13739 потерпел аварию в штате Флорида. Погибли 4 человека из девяти, находившихся на борту[3].
- 1 марта 1938 года самолет TWA NC-13789, исполнявший рейс Сан-Франциско – Бербанк, попал в эпицентр урагана и рухнул в горах Сьерра-Невада. Погибли 9 человек[3].
- 24 августа 1938 года самолет китайской авиакомпании CNAC, летевший по маршруту Гонконг – Чунцин, был сбит японским истребителем. Погибли 14 человек из семнадцати, находившихся на борту.
- 25 октября 1938 года самолет авиакомпании Australian National Airways VH-UYC потерпел катастрофу. Погибло 18 человек.
- 7 января 1939 года самолёт Swissair HB-ITA, исполнявший рейс Цюрих — Париж, разбился недалеко от Санлиса. Погибло 5 пассажиров из 13[25].
- 26 марта 1939 года самолет авиакомпании Braniff Airways NC-13727 потерпел аварию при взлете из аэропорта Оклахома-Сити. Спаслись пилоты и два пассажира. Погибли 7 пассажиров и  стюардесса[3].
- 29 октября 1940 года самолет китайской авиакомпании CNAC был сбит японским истребителем около г. Куньмин. Погибло 9 человек из четырнадцати на борту.
- 14 марта 1942 года самолет китайской авиакомпании CNAC из-за перегрузки и отказа двигателя рухнул около аэропорта Куньмин. Погибло 13 человек из семнадцати на борту[3].

## В творчестве
В мультсериале «Утиные истории» в эпизоде «Король джунглей» (Jungle Duck) Скрудж и друзья искали серебряную статую грифа. Но оказалось, что «Серебряный гриф» — это упавший Дуглас 1934 года, который они починили и вернулись на нём из джунглей в цивилизацию.